# 众王驾到
《众王驾到》（英語：Emperors & Me），2019年中国偶像剧。由代文雯、高泰宇领衔主演，芒果TV于2019年1月9日首播。

## 故事內容
少女洛夕(代文雯饰演)三次意外穿越，分别来到启国、安国和辰国，带回了霸道的始皇帝秦尚(高泰宇饰演)、帅气但阴险的亡国之君慕容宇(刘钊宏饰演)、机智过人的乱世之主郭晏(高基才饰演)三个皇帝，四个人在现代开始了糗态百出鸡飞狗跳的同居生活。面对秦尚和慕容宇两人的倾慕，洛夕无法抉择。同时，她还不得不面对来自学校和父母的压力，以及闺蜜乐雪(曹斐然饰演)下落不明的担忧和自责……而这一切事件的背后，又隐藏著上古传说的秘密。凶神混沌的阴谋始终笼罩在几个年轻人身边，伺机而动。洛夕和秦尚等人不得不一一化解危机，拯救身边的人也从过去的束缚之中拯救自己……

## 播出时间
| 频道   | 所在地   | 播映日期     | 播出时间 | 备注 |
| ------ | -------- | ------------ | -------- | ---- |
| 芒果TV | 中国大陆 | 2019年1月9日 |          |      |

## 演员列表

### 主要演员
| 演員   | 角色   | 介紹 |
| 代文雯 | 洛夕   | 粵都大學大四畢業生，因緣際會通過危險穿越到了三個不同的朝代，先後遇見秦尚、慕容宇以及郭宴，與三位穿越的帝王以及樂雪有前世緣分，喜歡秦尚。                                                         |
| 高泰宇 | 秦尚   | 啟國皇帝（始皇帝），為人沖動霸道，雖對洛夕非常溫柔，但對於佔有慾這塊上著實很強烈。 |
| 刘钊宏 | 慕容宇 | 安國皇帝（末代皇帝），為人帥氣但陰險狡詐的亡國之君，與穿越後的樂雪姐弟相稱，原先設計過要害死洛汐穿越回到安國，多次沒有成功，後來放棄回安國念頭後，在現代安身立命，並成為了一名偶像，也喜歡洛汐。 |
| 高基才 | 郭宴   | 辰國皇帝，機智過人的亂世之主，從小身體便不好，與穿越後的樂雪好友相稱，設計眾人帶自己穿越回現代救治肺癆，時常勸說洛汐，並給予建議。                                                               |

### 其他演员
| 演員   | 角色     | 介紹 |
| 曹斐然 | 樂雪     | 小雪(洛夕專稱)，洛夕在現代的好閨蜜，與洛汐一同穿越，於第19集出現在蓬萊島，是穿越事件後整件事的重要核心人物。 |
| 孙梓毓 | 飛燕     | 洛夕的朋友，暗戀著秦尚，後喜歡慕容宇。                                                                       |
| 叶斯琦 | 菁菁     | 洛夕的室友，大小姐脾氣，自以為是的女子，喜歡慕容宇。                                                         |
| 孙毓晗 | 何墨     | 樂雪的現代男友，是一名醫生，唯一知道秦尚、慕容宇以及郭宴是古代皇帝的現代人。                                 |
| 李天余 | 太后     | |
| 高毅   | 李尉     | |
| 高華陽 | 蒙恬     | |
| 常香果 | 洛夕媽媽 | |
| 李勝榮 | 洛夕爸爸 | |
| 高志剛 | 山狗     | |
| 溫廣瑜 | 趙高     | |
| 葉福生 | 瑞奴     | |
| 趙昕彤 | 安國皇后 | |
| 吳 娜  | 皇子乳娘 | |
| 高展航 | 郭協     | |
| 寧小花 | 董成     | |
| 李躍榮 | 婚禮神父 | |
| 麻 斌  | 趙馨新郎 | |

## 电视原声带
| 曲序 | 曲目                     | 演唱           |
| ---- | ------------------------ | -------------- |
| 1.   | 再靠近一点（主题曲）     | 代文雯、高泰宇 |
| 2.   | 若只如初见（片尾曲）     | 李若溪         |
| 3.   | 散落时空的记忆（插曲）   | 李若溪         |
| 4.   | 念念（插曲）             | 刘钊宏         |
| 5.   | 抱著你我越過青春（插曲） | 陳明           |
| 6.   | 收藏雨季（插曲）         | 陳明           |